# Peyre, Landes
Peyre (gaskonsko Pèira) je naselje in občina v francoskem departmaju Landes regije Akvitanije. Naselje je leta 2009 imelo 197 prebivalcev.

## Geografija
Kraj leži v pokrajini Gaskonji 41 km južno od Mont-de-Marsana in 42 km severno od Pauja.

## Uprava
Občina Peyre skupaj s sosednjimi občinami Aubagnan, Castelner, Cazalis, Hagetmau, Horsarrieu, Labastide-Chalosse, Lacrabe, Mant, Momuy, Monget, Monségur, Morganx, Poudenx, Sainte-Colombe, Saint-Cricq-Chalosse, Serres-Gaston in Serreslous-et-Arribans sestavlja kanton Hagetmau s sedežem v Hagetmauu. Kanton je sestavni del okrožja Mont-de-Marsan.

## Zanimivosti
- cerkev Marijinega Vnebovzetja;